# Izočrte
Izočŕte (tudi izolínije) so črte, ki na zemljevidih ali diagramih povezujejo točke enakih vrednosti fizikalnih, meteoroloških ali jezikoslovnih količin. 

## Seznam izočrt
- izoamplituda - ista srednja temperaturno razliko med spodnjo in zgornjo mejo
- izoanomala - točke z enakimi vrednostmi odklonov od povprečja temperature ozračja
- izobara - tlak (v fiziki) ali enak zračni pritisk (v meteorologiji)
- izobata - globina morja (jezera, reke)
- izobaza - dvig ali spust pokrajine
- izobronta - isto število nevihtnih dni
- izodinama - jakost magnetnega polja
- izentropa (tudi Adiabata) - entropija
- izofigma - kraji z enakim številom kasnejših popotresnih sunkov
- izofona - izoglosa, ki se nanaša na glasovne pojave
- izofota - svetloba
- izogama - težnost
- izogeoterma - temperatura v zemeljski notranjosti
- izogira - smer nihanja
- izoglosa - (v jezikoslovju) črta, ki povezuje kraje z enakimi jezikovnimi pojavi
- izogona - magnetna deklinacija
- izohalina - slanost morja
- izohela - količina sončne svetlobe
- izohieta -  količina padavin v istem obdobju
- izohila -  nadmorska višina zgornje meje gozdov
- izohimena - srednja zimska temperatura
- izohiona -  število dni s snegom
- izohipsa -  nadmorska višina
- izohora - projekcija enako debelih plasti danega horizonta
- izohrona (1) (tudi izokrona) točke dosegljive iz nekega izhodišča v enakem času
- izohrona (2) - črta, ki veže točke, v katerih je kak pojav ob istem času v isti fazi
- izokromata - enake barve
- izoklina - magnetna inklinacija
- izokvanta - obseg proizvodnje
- izoleda - nivo zmrzali
- izoleksa - izoglosa, ki se nanaša na posamezne besede
- izoluksa - osvetljenost
- izomena - povprečna mesečna temperatura
- izomorfa - izoglosa, ki se nanaša na oblikovne posebnosti
- izonefa -  stopnja oblačnosti
- izonomala -  odstopanje od normalne vrednosti
- izopaga - enako dolg ledeni pokrov
- izopektika - istočasna zaledenitev vod
- izopleta - črta, ki povezuje kraje, ki imajo enako vrednost kake meteorološke količine
- izorahija - istočasni nastop plime
- izoseista - intenziteta potresa
- izosintagma - enake skladenjske lastnosti
- izostrata - isti izdanki dane kamnine
- izostera - gostota zraka
- izotaha - območja z enako hitrostjo toka kapljevine
- izotaka - istočasno taljenje rečnega ledu
- izotalantoza - enako kolebanje
- izotela - enaka oddaljenost od določene točke
- izotera -  povprečna poletna temperatura
- izoterma - temperatura
- izotermobata - globinska temperatura
- izotona - izoglosa, ki se nanaša na naglasne lastnosti
- izovapora - parni tlak